# Det elektriske Hotel (film fra 1908)
Det elektriske Hotel er en fransk stumfilm fra 1908 af Segundo de Chomón.

## Medvirkende
- Segundo de Chomón som Bertrand
- Julienne Mathieu som Laure